# إهداء (نشر)

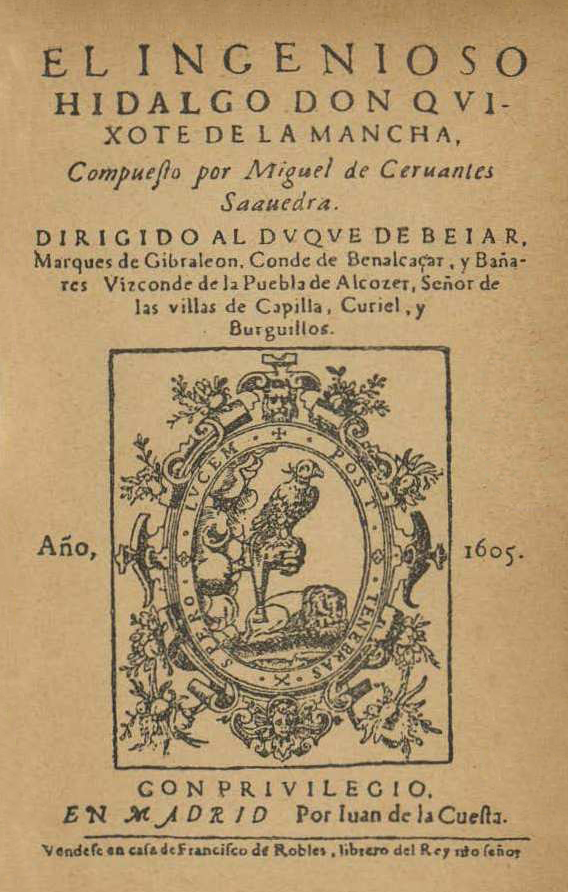

الإهداء (بالإنجليزية: Dedication)‏ هو تعبير عن علاقة ودية أو شكر من المؤلف تجاه شخص آخر. والإهداء له مكانه على صفحته الخاصة أو جزء من الواجهة.
تميل كلمات الإهداء في الكتب العلمية إلى الشكر والامتنان لأشخاص أو جهات قدمت تسهيلات للمؤلف.
في كتب السير الذاتية أو التراجم تميل إلى الامتنان والعرفان لأفراد العائلة، آباء أو أبناءً، وبشكل خاص للزوجة.
في كتب الفقه والقانون يكون الإهداء لمحبي العدالة ونصرتها، وقد يصدرون بآية قرآنية أو حديث شريف أو مقولة إسلامية ذات دلالة قانونية.